# Die Entscheidung des Admirals
Die Entscheidung des Admirals (Originaltitel: Too Short A Season) ist die 16. Episode der ersten Staffel der US-amerikanischen Science-Fiction-Fernsehserie Raumschiff Enterprise – Das nächste Jahrhundert. Sie wurde in den Vereinigten Staaten über Syndication vermarktet und erstmals am 8. Februar 1988 auf verschiedenen Fernsehsendern ausgestrahlt. In Deutschland war sie zum ersten Mal am 22. Dezember 1990 in einer synchronisierten Fassung im ZDF zu sehen.

## Handlung
Im Jahr 2364 bei Sternzeit 41309.5 nimmt die Enterprise den betagten und erkrankten Admiral Mark Jameson und seine Frau Anne an Bord. Der Grund hierfür ist eine Geiselnahme in der Botschaft der Föderation auf dem Planeten Mordan IV. Laut dem Gouverneur Karnas haben die Geiselnehmer ausdrücklich Jameson als Unterhändler verlangt, da er vor 45 Jahren eine ganz ähnliche Situation unblutig beenden konnte.
Captain Picard wird aus der Sache nicht schlau. Er sieht keinen Sinn in der Geiselnahme, da Mordan IV einen 40-jährigen Bürgerkrieg hinter sich hat und nun seit fünf Jahren endlich Frieden genießt. Auch fragt er sich, warum Karnas unter diesen Umständen nicht allein mit der Situation fertig wird. Jameson erklärt gegenüber Picard, dass er trotz seiner Krankheit vorhat, die Gesamtleitung der Mission zu übernehmen, und auch das Außenteam anführen will, das nach Mordan IV entsandt werden soll.
In seinem Quartier gelingt es Jameson, seine Frau zu überraschen: Obwohl er seit seiner Erkrankung einen Rollstuhl nutzt, gelingt es ihm, aufzustehen, wenn auch unter Schmerzen. Auch die Brückenbesatzung versetzt er damit wenig später in Erstaunen. Schiffsärztin Beverly Crusher wird misstrauisch und teilt Picard ihre Bedenken mit: Eine solche Verbesserung sei unmöglich, denn gegen Jamesons Krankheit gebe es kein bekanntes Heilmittel. Auch seien seine medizinischen Unterlagen, die er ihr übermittelt hat, bereits zwei Monate alt und nicht zwei Tage, wie er behauptet hat.
Jamesons Zustand verändert sich weiter und bald stellt seine Frau fest, dass er 20 Jahre jünger aussieht. Da er unter Schmerzen zusammenbricht, muss er auf die Krankenstation. Dr. Crusher stellt Spuren einer unbekannten Substanz in seinem Blut fest. Picard stellt Jameson zur Rede und der gesteht, dass er auf dem Planeten Cerberus II für sich und seine Frau eine Verjüngungsdroge besorgt hat, die über einen längeren Behandlungszeitraum den Alterungsprozess umkehren soll. Um für die anstehende Mission fit zu sein, wollte er den Prozess beschleunigen und nahm deshalb auch die für seine Frau gedachte Dosis.
Jameson stellt eine Verbindung zu Karnas her. Er setzt sich dazu in den Schatten, damit Karnas sein Gesicht nicht sieht. Jameson äußert den Verdacht, das Karnas selbst der Geiselnehmer ist. Der streitet das gar nicht ab. Tatsächlich ging es ihm nur darum, Jameson auf den Planeten zu locken. Der Admiral informiert Picard über diese neue Erkenntnis und lässt die Geschwindigkeit der Enterprise erhöhen. Verhandlungen seien keine Option mehr, stattdessen müsse man Karnas überrumpeln. Vor 45 Jahren wurden die Geiseln von Karnas in einem Tunnelsystem unter der Hauptstadt festgehalten und Jameson geht davon aus, dass er jetzt das Gleiche tut. Er will deshalb ein Rettungsteam dorthin schicken.
Dr. Crusher hat inzwischen herausgefunden, dass sich Jamesons Zustand nicht stabilisiert und sein Leben in Gefahr ist. Picard misstraut dem Admiral und will von ihm mehr über die Situation vor 45 Jahren wissen. Jameson, der mittlerweile wie 30 aussieht, gesteht, dass er den Bericht über die damaligen Ereignisse gefälscht hat. Tatsächlich konnte er die Geiseln damals nicht durch bloßes Verhandlungsgeschick befreien, sondern indem er sowohl Karnas als auch seinen Gegnern Waffen lieferte, um so die erste Direktive einzuhalten. Jameson hatte damals damit gerechnet, dass es Karnas in einem kurzen Krieg gelingen würde, seine Gegner zu besiegen. Stattdessen löste die Waffenlieferung einen langen Bürgerkrieg mit Millionen Toten aus, wofür sich Karnas nun an Jameson rächen will.
Als die Enterprise Mordan IV erreicht, besteht Picard darauf, das Außenteam zu begleiten. Sie beamen in das Tunnelsystem und Jameson meint, den Weg zu dem Ort zu kennen, an dem die Geiseln festgehalten werden. Die Scans des zweiten Offiziers Data ergeben jedoch, dass Jamesons Ortskenntnisse veraltet sind. Als das Team schließlich vor einer neu errichteten Wand steht, gerät es in einen Hinterhalt, doch alle können zurück aufs Schiff gebeamt werden. Jamesons Gesundheit verschlechtert sich nun rapide. Karnas meldet sich und besteht darauf, dass der Admiral zu ihm gebracht wird. Jameson willigt ein und beamt zusammen mit seiner Frau, Picard und Dr. Crusher in Karnas’ Büro. Picard braucht eine Weile, um Karnas zu überzeugen, dass sein junger Begleiter tatsächlich Jameson ist. Er erzählt von der Verjüngungsdroge, doch erst als Jameson eine Narbe entblößt, ist Karnas völlig überzeugt. Diese stammt von der Unterzeichnung des Waffenhandels, der mit Blut besiegelt wurde. Karnas will Jameson nun erschießen, doch er überlegt es sich anders und will ihn lieber in seinem aktuellen Zustand leiden sehen. Jameson bricht zusammen und stirbt schließlich in den Armen seiner Frau. Da Karnas’ Rache jetzt vollendet ist, lässt er die Geiseln frei. Jameson findet auf Mordan IV seine letzte Ruhe und die Enterprise setzt ihre Reise fort.

## Verbindungen zu anderen Star-Trek-Produktionen
Die von Jameson verwendete Verjüngungsmethode wird in der Doppelfolge 2.15/16 (Das Himmelfahrtskommando) von Star Trek: Prodigy aus dem Jahr 2024 noch einmal angewendet, um die rapide Alterung von Commander Tysess rückgängig zu machen.

## Produktion

### Drehbuch
Die Idee, dass Jameson Waffen an Karnas liefert, um Geiseln zu befreien, war von der Iran-Contra-Affäre inspiriert.
Michael Michaelians ursprünglicher Entwurf sollte das Thema Wechseljahre zeigen und sah vor, dass Admiral Jameson sich selbst zum Commander degradiert und während der Mission den Platz von Riker einnimmt. Auch sollte er zu Beginn der Geschichte ein gesunder Mann in seinen 60ern sein, der sich nur um 20 Jahre verjüngen will. In dieser Version stirbt er nicht, sondern bringt den Gouverneur (der hier noch Zepec hieß) und seinen Gegenspieler (einen Hohepriester) zusammen, die seine Verjüngung als die Erfüllung einer alten Prophezeiung betrachten. Durch eine Transfusion mit außerirdischem Blut sollte sich der Verjüngungsprozess fortsetzen, bis er schließlich ein 14-jähriger Jugendlicher ist, der die Erinnerung verliert, die er nach seinem 14. Lebensjahr gesammelt hatte, unter anderem auch an seine Ehefrau.
D. C. Fontana schrieb dieses Konzept um und fügte die Terroristenelemente hinzu. Am finalen Drehbuchentwurf wurden noch mehrere handschriftliche Änderungen durch Leonard Maizlish vorgenommen. Maizlish fügte sogar mehrere neue Szenen ein. Maizlish war weder Autor noch Mitglied des Produktionsteams der Serie, sondern der Anwalt von Star-Trek-Schöpfer Gene Roddenberry. In dieser Funktion ging er regelmäßig am Set ein und aus. Zur Rede gestellt, behauptete Maizlish, die Änderungen auf Wunsch von Roddenberry vorgenommen zu haben. Da sich Roddenberry zu dieser Zeit aber gar nicht in Los Angeles aufgehalten hatte, musste Maizlish schließlich zugeben, dass die Änderungen ausschließlich seine Ideen waren. Ein ähnlicher Vorfall hatte sich bereits bei der Produktion der früheren Folge Der Wächter ereignet. Die Produzenten Rick Berman und Robert Justman drohten Maizlish, Roddenberry und der Produktionsfirma Paramount daraufhin mit einer Klage.

### Darsteller
Die Hauptfigur Wesley Crusher (Wil Wheaton) hat in dieser Folge keinen Auftritt.
Michael Pataki, Darsteller von Karnas, spielte auch Korax in der Folge Kennen Sie Tribbles? der Vorgängerserie Raumschiff Enterprise.

### Kulissen und Requisiten
Als Dekoration von Karnas’ Büro wurden Vogelfiguren aus dem Pilotfilm Der Mächtige / Mission Farpoint sowie verschiedene Waffen aus Folge 1.05 (Der Wächter) und den Spielfilmen Star Trek II: Der Zorn des Khan und Star Trek III: Auf der Suche nach Mr. Spock wiederverwendet.
Für die Kampfszene in den Tunneln von Mordan IV wurde ein Matte Painting verwendet, um das Set größer wirken zu lassen. Dieses Matte Painting stammt ursprünglich aus dem Film Mel Brooks’ Spaceballs. Es stellte dort einen Zugangstunnel ins Innere der Weltraumputze dar.
Der Rollstuhl, in dem Jameson saß, kostete 10.000 Dollar und konnte nicht bewegt werden, da er auf Grund eines Fertigungsfehlers bei den Dreharbeiten nicht funktionierte. Alle Kameraeinstellungen sind um ihn herum angeordnet, wodurch der Fokus auf den Gast noch stärker wurde und die Hauptcharaktere in den Hintergrund traten.

### Kostüme
In dieser Folge ist erstmals in Raumschiff Enterprise – Das nächste Jahrhundert eine reguläre Admiralsuniform der Sternenflotte zu sehen (In der früheren Folge Rikers Versuchung war bereits die Galauniform eines Admirals zu sehen).

## Rezeption
Mit 6,1 von 10 möglichen Punkten (Stand 2019) liegt Die Entscheidung des Admirals in der Internet Movie Database bei den am schlechtesten bewerteten Folgen der Serie auf Platz 11.
Keith DeCandido bewertete Die Entscheidung des Admirals 2011 auf tor.com als eine Folge mit einer guten Grundidee, die aber schlecht umgesetzt wurde. Die Figur des Mark Jameson und die Geschichte von Mordan IV seien interessant, die Folge scheitere aber letztlich aus mehreren Gründen: Clayton Rohner sei laut DeCandido eine Fehlbesetzung und sein Alters-Make-up wirke völlig unglaubwürdig. Die Szene, in der Picard Karnas von Jamesons Verjüngung überzeugen muss, sei im Grunde überflüssig und viel zu lang geraten. Schließlich kritisierte DeCandido, dass sich die gesamte Geschichte ausschließlich um Jameson dreht, wodurch letztlich der Bezug zur Serie und ihren Hauptfiguren fehlt.